# Hadrocryptus naranjis
Hadrocryptus naranjis är en stekelart som beskrevs av Gupta 1983. Hadrocryptus naranjis ingår i släktet Hadrocryptus och familjen brokparasitsteklar. Inga underarter finns listade i Catalogue of Life.